# Igersheim (Landschaftsschutzgebiet)
Das Gebiet Igersheim ist ein knapp 500 ha großes Landschaftsschutzgebiet im Gebiet der Städte Bad Mergentheim und Igersheim im Main-Tauber-Kreis in Baden-Württemberg. Es wurde mit Verordnung vom 1. August 1979 ausgewiesen (LSG-Nummer 1.28.004) und ist damit eines der ältesten Landschaftsschutzgebiet im Main-Tauber-Kreis.

## Geschichte
Ursprünglich umfasste das Landschaftsschutzgebiet 665 Hektar. Durch Verordnungen des Regierungspräsidiums Stuttgart und die Ausweisung neuer Naturschutzgebiete verringerte sich die Fläche:
- Durch Verordnung vom 31. Oktober 1984 (Naturschutzgebiet Neuhaus) verringerte sich die Fläche um 51 ha.
- Durch Verordnung vom 6. November 1985 (Naturschutzgebiet Altenberg) verringerte sich die Fläche um 87 ha.

## Schutzzweck
Wesentlicher Schutzzweck ist die Erhaltung des charakteristischen Landschaftsbildes, die Erhaltung der Freifläche zwischen Bad Mergentheim und Igersheim und die Sicherung des Gebietes als Lebens- und Erholungsraum.